# Parque Miguel Servet
Parque Miguel Servet är en park i Spanien.   Den ligger i provinsen Provincia de Huesca och regionen Aragonien, i den nordöstra delen av landet, 300 km nordost om huvudstaden Madrid. Parque Miguel Servet ligger 476 meter över havet.
Terrängen runt Parque Miguel Servet är platt åt sydväst, men åt nordost är den kuperad. Runt Parque Miguel Servet är det mycket glesbefolkat, med 5 invånare per kvadratkilometer. Närmaste större samhälle är Huesca, 0,34 km sydost om Parque Miguel Servet. Trakten runt Parque Miguel Servet består till största delen av jordbruksmark.